# Polycentropus metirensis
Polycentropus metirensis là một loài Trichoptera trong họ Polycentropodidae. Chúng phân bố ở miền Cổ bắc.